# 凸凹凸凹-ルリロリ-
凸凹凸凹（ルリロリ）は、日本の女性アイドルグループ、ガールズバンド。2015年に結成された。2020年に解散。
バンドとダンスをこなす二刀流ガールズバンドである。ファンの総称はルリロリスト。

## メンバー
陽南子（ひなこ）
ボーカル・ベース・ギター・ダンス担当。
1994年5月25日生まれ（30歳）、長野県出身。血液型B型。身長154cm。
2019年5月25日 木下ひなこより改名。
趣味はアニメ。漫画。愛描と遊ぶこと。散歩。
好きな食べ物はママが作ったニラ玉。
特技はダンス全般（クラシックバレエ、コンテンポラリーダンス）全国ジャパングランプリファイナリスト、その他コンクールで多数入賞。
元『non-no』モデル。その後『KALOS』のモデルとしても活動。
アプリゲーム『バンドやろうぜ!』の実写バンドにてCure2tronのギター、シェリーを担当。
渚奈子（ななこ）
ドラムス・ボーカル・ダンス担当。
1996年3月28日生まれ（28歳）、東京都出身。血液型B型。身長160cm。
趣味は食べること。
2015年2月15日よりガラクタパレットのドラムスとしても活動。
アプリゲーム『バンドやろうぜ!』の実写バンドにてCure2tronのドラムス、ミントを担当。
THE SALMON PINKSのサポートドラムとしても活動。
有南（ゆな）
ギター・ボーカル・ダンス担当。
1995年9月2日生まれ（29歳）。栃木県出身。血液型A型。身長165cm。
趣味は音楽。歯磨き。
2016年9月2日から会場限定発売の「涙の先に」の作詞作曲を行う。
『KALOS』のモデルとしても活動。

### 旧メンバー
佐藤美咲（さとうみさき）
ベース・ボーカル・ダンス担当。
1997年10月28日生まれ（27歳）、神奈川県出身。血液型AB型。身長160cm。
趣味はYouTubeでPVを観ること。海外ドラマを観るこ
特技はピアノ。指の第1関節をそらすこと。
卒業後はミニョンビューティーでモデルとして活動。

## 略歴
2015年
- 5月1日、四谷LOTUSのLIVEでデビュー
- 8月2日、『TOKYO IDOL FESTIVAL 2015』出演。
- 10月12日、四谷LOTUSにて改名後、初ワンマンライブ『夜ゴハンとルリロリ、どっち?』を開催。
- 12月6日、吉祥寺shuffleにて主催LIVE『今どきアイドルもバンドも関係なくない？』vol.1を開催。ゲストに小桃音まい。
- 12月23日、四谷LOTUSにて主催LIVE『今どきアイドルもバンドも関係なくない？』vol.2を開催。ゲストにアイドル諜報機関LEVEL7。

2016年
- 3月26日、渋谷DESEOにて渚奈子生誕主催LIVE『今どき、バンドもアイドルも女も男も関係なくない？ 〜渚奈子ハタチ目前、好きな人たち呼んじゃいましたスペシャル〜』を開催。
- 4月3日、渋谷DESEOにて主催LIVE『今どきアイドルもバンドも関係なくない？』vol.3を開催。ゲストにフラップガールズスクール。
- 8月7日、『TOKYO IDOL FESTIVAL 2016』出演。
- 9月2日、渋谷DESEOにて有南生誕主催LIVE『有南レボリューション21』を開催。ゲストにDEAR KISS、フラップガールズスクール、桃色革命、花びらと煙草、AWAKE。
- 10月1日、六本木morph-tokyoにて2ndワンマンライブ『六本気!!!!!!RuriRori vs RuriRorist ～♡本気でかかってこいや♡～』を開催。
- 10月16日、六本木morph-tokyoにて主催LIVE『今どきアイドルもバンドも関係なくない？』vol.4を開催。ゲストにParty Rockets GT。
- 11月5日、木下ひなこが先天的な病気により11月いっぱい療養期間に入る。
- 12月3日、F.A.D YOKOHAMAのLIVEにて木下ひなこが療養より復帰。

2017年
- 1月22日、六本木morph-tokyoにて主催LIVE『今どきアイドルもバンドも関係なくない？』vol.5を開催。ゲストにDorothy Little Happy。
- 2月10日、渋谷DESEOにて主催LIVE『今どきアイドルもバンドも関係なくない？』vol.6を開催。ゲストに仮面ライダーGIRLS。
- 3月20日、六本木morph-tokyoにて主催LIVE『今どきアイドルもバンドも関係なくない？』vol.7を開催。ゲストにChu☆Oh!Dolly、アイドル諜報機関LEVEL7。
- 04月14日 - Super Duuuper!!～オメでたい頭でなにより×BAND PASSPO☆～に出演。
- 4月29日 - 5月1日、六本木morph-tokyoにて『RuriRori STYLE』3Days開催。
- 4月29日、『Dance Style』、昼の部 『Dancing Party』開催。ゲストにDorothy Little Happy、Party Rockets GT、アイドル諜報機関LEVEL7。
- 4月29日、『Dance Style』、夜の部 『Dancing Night』開催。ダンスオンリー単独ライブ。
- 4月30日、『Dance Style』、昼の部 『Rocking Party』開催。ゲストに初音、BabySitter。OAしわしわず。
- 4月30日、『Dance Style』、夜の部 『Rocking Night』開催。バンドオンリー単独ライブ。
- 5月1日、2周年記念『RuriRori Style 二刀流』開催。初のオール転換ライブ。
- 5月7日、『RAD CREATION & RAD ENTERTAINMENT presents GOLD RUSH』出演。初名古屋遠征。
- 5月19日、東海堂arome×静岡クラウンメロンのWebCMに起用される。
- 6月2日、初の台湾遠征。
- 6月5日、六本木morph-tokyoにて主催LIVE『今どきアイドルもバンドも関係なくない？』vo.l8を開催。ゲストに上野優華。
- 6月15日、渋谷DESEOにてメンバー企画定期公演第1弾 有南企画『ゆニャン子クラブ』を開催。ゲストに川崎芹奈、ケミカル⇄リアクション、フラップガールズスクール。
- 6月30日、渋谷DESEOにて主催LIVE『今どきアイドルもバンドも関係なくない？』vol.9を開催。ゲストにChubbiness。この日に「Crown Melon」を初披露。
- 7月13日、渋谷DESEOにてメンバー企画定期公演 第2弾 渚奈子企画 『DESEOooomosiroihi』を開催。ゲストにAWAKE、オーロラタクト、Unfitcooder。
- 7月30日、OTODAMA2017に初出演。
- 8月10日、渋谷DESEOにてメンバー企画定期公演 第3弾 美咲企画『凸凹凸凹学園 ルリロリ組』を開催。ゲストにLunaria、TJ(トーンジュエル)、横浜CLEAR'S、アイドル諜報機関LEVEL7。
- 8月23日、代官山LOOPにて主催LIVE『今どきアイドルもバンドも関係なくない？』vol.10を開催。ゲストにDEAR KISS。
- 9月14日、渋谷DESEOにてメンバー企画定期公演 第4弾 木下ひなこ企画『秋のひな祭り』を開催。ゲストにおかまりん、Dorothy Little Happy、OA 木下ひより。
- 9月24日、滋賀県に初遠征。『DRAGON GIRLS CARNIVAL 2017』出演。
- 10月1日、吉祥寺CLUB SEATAにて 3rdワンマンライブ『NEXTAGE』を開催。この日をもってベースの佐藤美咲が卒業。

2018年
- 1月18日、渋谷DESEOにて主催定期LIVE『Rurirori Taste vol.1』を開催。ゲストにDorothy Little Happy、OA ヒッコリ☆ピッツァ。
- 2月22日、渋谷DESEOにて主催定期LIVE『Rurirori Taste vol.2』を開催。ゲストに小南千明、Unconditional love、OA ヒッコリ☆ピッツァ。
- 3月22日、渋谷DESEOにて主催定期LIVE『Rurirori Taste vol.3』を開催。ゲストになぎさりん（CANDY GO!GO!)、フラップガールズスクール。
- 4月21日、「ももクロ春の一大事2018 in 東近江市」サテライトパーク「SFP-しがフレンドパーク-」に出演。
- 4月26日、六本木morph-tokyoにて主催定期LIVE『Rurirori Taste vol.4』を開催。ゲストに文稀、243と吉崎綾、上野優華。
- 5月1日、渋谷DESEO+にて3周年記念イベント『ななな なんと!!!決起集会』を開催。全曲転換ライブを披露。
- 5月19日、初台DOORSにて『ななな なんて日だ!!! ～オールスター感謝祭～』を開催。この日、新曲 『dΛn＄³!』(ダンス ダンス ダンス)を初披露、MVも初公開された。この日から木下ひなこがベースを担当することを発表する。あわせて10/6 代官山UNITにて4thワンマンを行うことを発表。
- 5月25日、六本木morph-tokyoにて、『木下ひなこ生誕祭』Rurirori Taste Presents『Hinako Taste Special』 を開催。ゲストに湯浅かえで、Dorothy Little Happy、初音、OA木下ひより。
- 6月16日、六本木morph-tokyoにて、主催定期LIVE『Rurirori Taste vol.6』を開催。ゲストにMELLOW MELLOW。
- 7月12日、代官山LOOPにて、主催定期LIVE『Rurirori Taste vol.7』を開催。ゲストにアイドル諜報機関LEVEL7、仮面ライダーGIRLS。
- 7月13日、OTODAMA 2018に出演。
- 7月21日、淡路島に初遠征。
- 7月22日、徳島県に初遠征。
- 7月29日、大阪にて初イベント、ランチオフ会開催。
- 8月4日、「MomocloMania2018 -Road to 2020-」サテライトパーク「FUMIHIKO PICNIC2018」に出演。
- 8月15日、代官山LOOPにて、主催定期LIVE『Rurirori Taste vol.8』を開催。ゲストに ヒッコリ☆ピッツァ、CANDY GO!GO!。
- 9月2日、代官山LOOPにて、主催定期LIVE『Rurirori Taste vol.9』有南生誕Special Taste〜2/3も純情な感情〜 を開催。ゲストにCANDY GO!GO!、STARMARIE、OA ヒッコリ☆ピッツァ。
- 10月6日、代官山UNITにて4thワンマンライブ『未来証明』を開催。新曲『未来証明』を初披露、MVも初公開された。渚奈子、有南が作詞作曲に携わった新曲『オレンジ』を同日初披露。
- 10月25日、代官山LOOPにて、主催定期LIVE『Rurirori Taste vol.10 』を開催。ゲストに ヨーヨーギミダマイカフォンズ、Dorothy Little Happy。
- 10月27日、18'Honda祭りに出演。およそ2万人の観客の前で転換二刀流を披露する。
- 11月11日、六本木morph-tokyoにて、主催定期LIVE『Rurirori Taste vol.11 〜ヒッコリちゃんフォーエバー〜』を開催。ゲスト、ヒッコリ☆ピッツァ。
- 12月9日、代官山LOOPにて、主催定期LIVE『Rurirori Taste vol.12 』を開催。ゲストに初音、アイドル諜報機関LEVEL7、CANDY GO!GO!。

2019年
- 1月14日、四谷LOTUSにて『凸凹凸凹（ルリロリ）KNOCK OUT TOUR - One・Twe・Punch -』ROUND1開催。新曲『ガブリ』およびNew ver.『ルリロリマジック』を初披露。
- 2月2日、渋谷Milkywayにて『凸凹凸凹（ルリロリ）KNOCK OUT TOUR - One・Twe・Punch -』ROUND２ ～姫☆carat51%開催。ゲストに石塚つきみ、蒼井ちあき、佐藤美咲。Gt.有南が作詞作曲に関わった新曲『POP STAR』初披露。
- 3月28日、六本木morph-tokyoにて、『凸凹凸凹（ルリロリ）KNOCK OUT TOUR - One・Twe・Punch -』ROUND3（Dr.渚奈子生誕）開催。Dr.渚奈子が作詞作曲した新曲『メロス』初披露。『ガブリ』発売。
- 4月5日、木下ひなこがTHEグローバル社のCMに歌唱で参加。
- 4月30日、渋谷eggmanにて、『凸凹凸凹（ルリロリ）KNOCK OUT TOUR - One・Twe・Punch -』ROUND4 & ルリロリ4周年ライブ開催。新曲『Jesus!!!』初披露。『POP STAR』のMVも初公開された。
- 5月25日、秋葉原ソフマップ アミューズメント館にて、『凸凹凸凹（ルリロリ）KNOCK OUT TOUR-One・Two・Punch-』ROUND５～Hinako5²～開催。木下ひなこが陽南子（ひなこ）へ改名を発表。新曲『Miss pretender』発表。Dr.渚奈子が作詞作曲した『メロス』発売。
- 6月2日、OTODAMA 2019に出演。
- 6月16日、渋谷GUILTYにて、『凸凹凸凹（ルリロリ）KNOCK OUT TOUR-One・Two・Punch-』ROUND６開催。新曲『ジェリーフィッシュ』初披露。しわしわずも出演にて曲を披露。
- 7月19日、神田明神ホールにて、『凸凹凸凹（ルリロリ）KNOCK OUT TOUR-One・Two・Punch-』ROUND７開催。新曲『Moment』初披露。同日、1st.Photo Book『RING』発売。2020年4月26日、神田明神ホールにて、『Extra ROUND』の追加公演を発表。
- 8月10日、代官山LOOPにて、『凸凹凸凹（ルリロリ）KNOCK OUT TOUR-One・Two・Punch-』ROUND８開催。新曲『夢から目覚めたら』初披露。
- 9月16日、初台Doorsにて、『凸凹凸凹（ルリロリ）KNOCK OUT TOUR-One・Two・Punch-』ROUND９～『24-TWENTY FOUR-』有南生誕～開催。新曲『Fake Me Out』初披露。
- 10月6日、渋谷DESEOにて、『凸凹凸凹（ルリロリ）KNOCK OUT TOUR-One・Two・Punch-』ROUND10開催。新曲『PUMPKIN!!!』初披露。『Jesus!!!』発売。
- 11月23日、吉祥寺CLUB SEATAにて、『凸凹凸凹（ルリロリ）KNOCK OUT TOUR-One・Two・Punch-』ROUND11開催。新曲『希望よ鳴り響け』初披露。
- 12月8日、豊洲PITにて開催された『バンドやろうぜ! Christmas Duel Carnival』にCure2tronのギターのシェリー役として陽南子が、ドラムスのミント役として渚奈子が出演。
- 12月24日、代官山UNITにて、『凸凹凸凹（ルリロリ）KNOCK OUT TOUR-One・Two・Punch-』ROUND12開催。新曲『Thanks all love』初披露。

2020年
- 2月18日、LOFT9 Shibuyaにて、トークイベント『かえでのいい女ソムリエ』に陽南子出演。
- 4月26日、ルリロリ公式YouTubeにて『KOツアーROUND7 at 神田明神ホール』ワンマンライブ動画期間限定公開。『凸凹凸凹 a round for the future』トーク生配信開催。
- 4月26日、新曲『パラレライズド』MV公開。
- 5月1日、ルリロリ公式YouTubeにて『凸凹凸凹 5周年記念生配信』 開催。
- 5月1日、『メロス』Lyric Video 公開。
- 5月24日、『Miss Pretender』Lyric Video 公開。
- 5月30日、1st.EP 『パラレライズド』 凸凹凸凹 ONLINE STORE にて発売開始。（ 1.パラレライズド　2.Miss Pretender　3.メロス　4.Jesus!!! ）
- 6月20日、『ガブリ』MV公開。
- 6月26日、1st.EP『パラレライズド』 の4曲が、各サブスクリプションサービスにて解禁 。
- 8月12日、10月24日の神田明神ホールでのライブをもって解散することを発表。
- 10月3日、初の無観客配信LIVE、『KNOCK OUT TOUR EXTRA ROUND』開催。
- 10月23日、1stアルバム『Thanks all 2015-2020』のストリーミング配信、及びダウンロード販売開始。
- 10月24日、『LAST LIVE プレイベント』、『LAST LIVE』開催。同日このライブをもって解散した。

## 作品

### 会場限定シングル
|    | リリース       | タイトル                                    | 規格   |                                         |
| 1  | 2015年10月12日 | Everybody Go!!!                             | 12cmCD |                                         |
| 2  | 2016年4月3日   | Sunny Ride                                  | 12cmCD |                                         |
| 3  | 2016年9月2日   | 涙の先に                                    | 12cmCD |                                         |
| 4  | 2016年10月1日  | ハイヒールキック(凸凹凸凹 Rerecording ver.) | 12cmCD | 抱きしめて 美咲ver. 抱きしめて 有南ver. |
| 5  | 2017年1月22日  | Ø距離ダイバー                               | 12cmCD |                                         |
| 6  | 2017年2月10日  | 恋のスパイダー                              | 12cmCD | Band Ver. Dance Ver.                    |
| 7  | 2017年3月20日  | ルリロリマジック                            | 12cmCD | only ルリロリver. with ルリロリストver. |
| 8  | 2017年4月30日  | Beautiful Stars                             | 12cmCD |                                         |
| 9  | 2017年8月5日   | NEXTAGE                                     | 12cmCD |                                         |
| 10 | 2017年8月15日  | ダブルハート                                | 12cmCD |                                         |
| 11 | 2019年3月28日  | ガブリ                                      | 12cmCD |                                         |
| 12 | 2019年5月25日  | メロス                                      | 12cmCD |                                         |
| 13 | 2019年10月6日  | Jesus!!!                                    | 12cmCD |                                         |

### EP
|   | リリース      | タイトル       | 規格   |
| 1 | 2020年5月30日 | パラレライズド | 12cmCD |

### アルバム
|   | リリース       | タイトル             | 規格   |
| 1 | 2020年10月24日 | Thanks all 2015-2020 | 12cmCD |

### 映像作品
|   | リリース       | タイトル | 規格 | 販売生産番号 |
| 1 | 2016年10月1日  | NAMIDA ROAD -涙の先には-                                                                                      | DVD  |              |
| 2 | 2016年11月26日 | 六本気!!!!!! RuriRori vs RuriRorist ♡本気でかかってこいや♡                                                    | DVD  |              |
| 3 | 2017年10月1日  | 3rd ONE-MAN LIVE 特別限定版 『RuriRori Style二刀流』LIVE＆『Misaki Memorys』                                  | DVD  |              |
| 4 | 2018年5月1日   | NEXTAGE 3rd ONE-MAN                                                                                           | DVD  |              |
| 5 | 2018年12月30日 | 4TH ONE-MAN LIVE 『未来証明』                                                                                 | DVD  |              |
| 6 | 2019年11月23日 | Live DVD／凸凹凸凹 (ルリロリ) KNOCK OUT TOUR - One・Two・Punch - ROUND 7 Live at KANDAMYOUJIN HALL 2019.07.19 | DVD  |              |
| 7 | 2020年12月15日 | LIVE DVD / RURIRORI LAST LIVE 20201024                                                                        | DVD  |              |

### Photo Book
|   | リリース      | タイトル |
| 1 | 2019年7月19日 | RING     |